# Национальная филармония Украины
Национа́льная филармо́ния Украи́ны (укр. Націона́льна філармо́нія Украї́ни) — филармония, которая расположена в Киеве.

## Дореволюционный период
Первый концертные сезоны в Национальной филармонии начались в 1863 году, когда было основано Киевское отделение Императорского Русского музыкального общества. В это время музыкальная жизнь в Киеве бурно развивается — на Киевские контрактовые ярмарки приезжают с концертами известные европейские музыканты: Ференц Лист, братья Венявские и другие. Среди организаторов были такие известные в то время общественные деятели и музыканты как Р. Пфенниг, Н.Лысенко, П. Селецкий, М. Богданов.

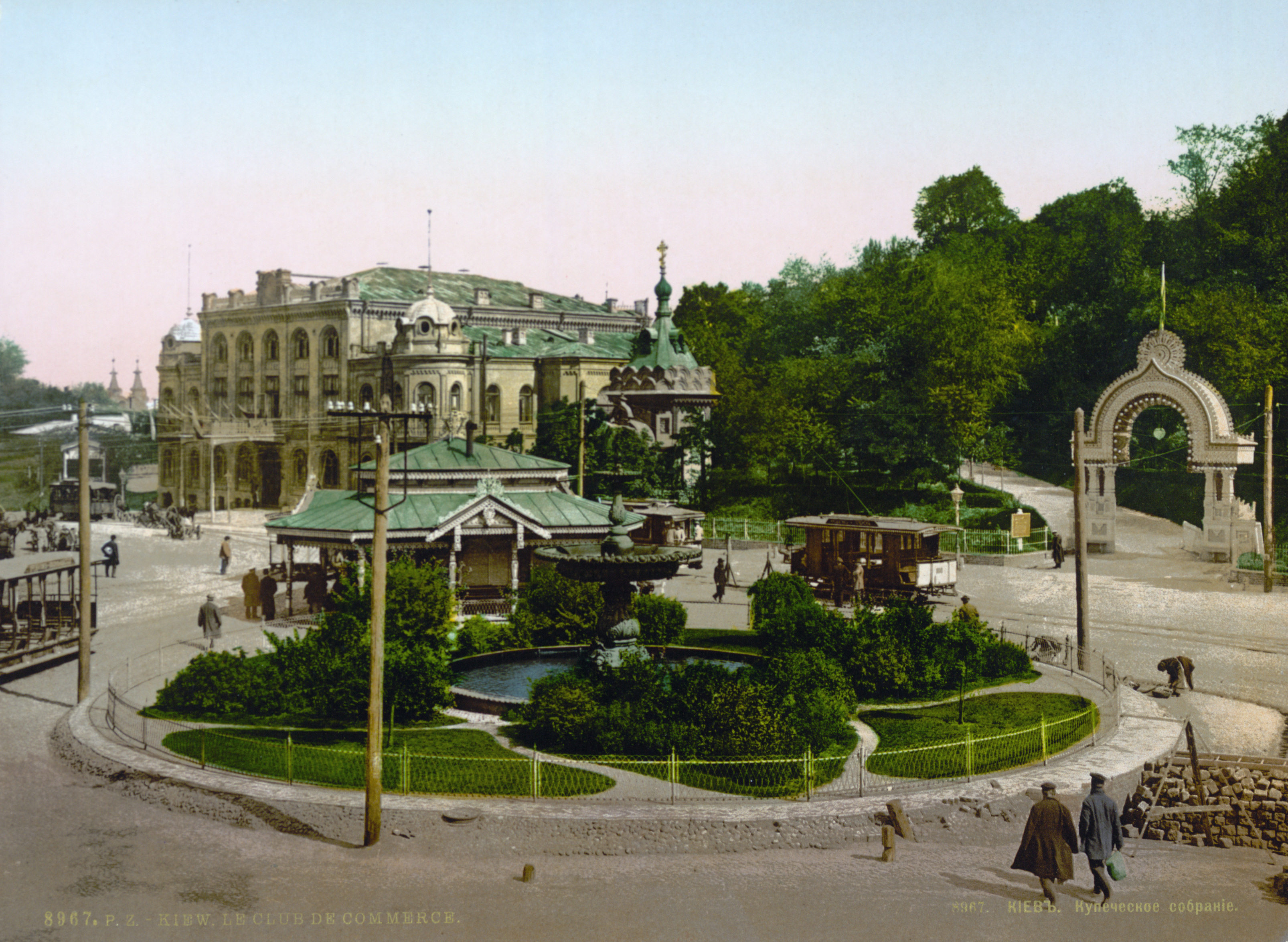
Национальная филармония, 1890

В 1882 Русское музыкальное общество получает новую концертную площадку — только что построенный по проекту В. Н. Николаева Дом Купеческого собрания, известный ныне как Колонный зал имени Н. В. Лысенко. В этом доме происходили балы-маскарады, семейные праздники, благотворительные лотереи, литературные и музыкальные вечера, а в 1890-е годы утренние концерты камерной музыки, организованные этим обществом. Через несколько лет после строительства Купеческого собрания академик архитектор В.Николаев стал одним из членов Директората Киевского музыкального общества.
Яркие страницы в филармоническую деятельность Киева вписал Николай Витальевич Лысенко. В 50-е годы XIX века он был одним из организаторов кружка «Филармоническое общество». Однако члены РМО не одобряли национально ориентрированного композитора Лысенко, из-за чего он искал поддержку в других кругах. Им были созданы такие организации, как литературно-артистическое общество, Филармоническое общество «Баян», Киевский Украинский клуб. В 1903 году в зале Купеческого собрания состоялось празднование юбилея Лысенко.
Филармоническая деятельность продолжалась и в годы Гражданской и Первой мировой войны. В эти годы исполнялись произведения М. Мусоргского, К.Дебюсси, К.Сен-Санса, других композиторов. В 1914 году в Киеве Симфоническим оркестром Императорского Русского музыкального общества под управлением Р.Глиера было выполнено антракт к четвёртой действию оперы Лысенко «Тарас Бульба». За эти два десятилетия на гастролях побывали С.Рахманинов, А.Скрябин, А.Нежданова, Л.Собинов, Ф.Шаляпин и другие.

## Советские времена
Купеческое собрание просуществовало до 1919 года. Затем в его помещении расположился Пролетарский дом искусств. Позже — Дом политического образования, потом клуб «Большевик». А в 30-е годы — Дворец пионеров и октябрят.
С 1927 по 1934 годы Государственная филармония работала в Харькове, который был в те годы столицей УССР. В 1934 Государственная филармония возвращается в Киев, Концерты и музыкально-лекторийна работа проходили в разных залах и рабочих клубах. В 1937 году при Госфилармонии под управлением Натана Григорьевича Рахлина стал работать Государственный симфонический оркестр.
В начале войны в 1941 году деятельность Киевской государственной филармонии была прекращена, а бесценные архивы сожгли по приказу «сверху». Во время оккупации Киева в доме бывшего Купеческого собрания расположился немецкий офицерский клуб. Этот дом, один из немногих, уцелел вблизи разрушенного Крещатика.
По генеральному плану послевоенного восстановления Крещатика и после тщательного обследования дома бывшего Купеческого собрания это историческое сооружение предназначалось под снос, поскольку находилась в аварийном состоянии. Но дом не стали разрушать. Ведь лучшего помещения с замечательной акустикой для филармонии нечего было и искать в полуразрушенном городе. Киевская филармония начала здесь свою работу уже в 1944 году.
В 1962 году в честь 120-летия со дня рождения и 50-летнего со дня смерти Н.Лысенко Колонному залу Киевской Государственной филармонии было присвоено его имя. К 100-летию со дня постройки Купеческого собрания этому дому присвоен статус памятника архитектуры.
В 1980-е годы Филармония пережила несколько аварий. Были затоплены подвалы, из-за чего погибли архивы и одна из лучших нотных библиотек в Киеве.

## Новейшее время
В 1990-х гг. Колонный зал им. Лысенко был закрыт на реставрацию и открыт в декабре 1996 года. В 1996 году был создан Симфонический оркестр Национальной филармонии Украины.
В творческом составе филармонии насчитывается 19 народных, 32 заслуженных артиста, 6 заслуженных деятелей искусств, 5 заслуженных работников культуры Украины, множество лауреатов международных и национальных конкурсов, 11 художественных коллективов. Национальная филармония Украины вместе с активной концертной деятельностью с целью широкой пропаганды отечественного и зарубежного искусства классического наследия, возрождения украинской национальной культуры, постоянно проводит международные конкурсы и фестивали, принимает участие в общегосударственных и международных художественных проектах, презентациях, творческих отчётах, научно-практических конференциях, выставках, гражданских акциях при участии руководителей государства и правительства.

## Награды
- Почётная грамота Президиума Верховного Совета РСФСР (5 июня 1969 года) — за большой вклад в развитие и укрепление взаимосвязей братских национальных культур и активное участие в проведении Декады украинской литературы и искусства в РСФСР[2].